# Городок (Жуковський район)
Городок (рос. Городок) — пгт в Жуковському районі Калузької області Російської Федерації.
Населення становить 55 осіб. Входить до складу муніципального утворення Село Істя.

## Історія
Від 2004 року входить до складу муніципального утворення Село Істя

## Населення
| 2010 | 2012 | 2013 | 2014 | 2015 | 2016 | 2017 |
| ---- | ---- | ---- | ---- | ---- | ---- | ---- |
| 86   | ↘81  | ↘78  | ↘77  | ↗80  | ↘78  | ↘77  |
| 2018 | 2019 | 2020 | 2021 | 2022 |      |      |
| ↘76  | ↘64  | ↗72  | ↘64  | ↘56  |      |      |